# Триссур
Триссур — місто в Індії, в центральній частині штату Керала. Є четвертим за чисельністю населення містом штату. Є адміністративним центром однойменного округу. Раніше Триссур був столицею Кочійського царства.
Триссур відомий як культурна столиця Керали. Місто розросталось навколо храму Вадакунатан, присвяченого Шиві. Місто є важливим культурним і духовним центром Керали, в якому проходять безліч свят, історичних та релігійних подій.

## Історія
Ще за часів Кам'яної доби в районі Триссура існували людські поселення. Підтвердженням тому є наявність мегалітичних монументів у Рамавармапурамі, Куттурі, Черурі й Вілладамі.
Регіон мав важливе значення у зміцненні торгових зв'язків між Кералою та зовнішнім світом у стародавньому й середньовічному періодах. Ранній період політичної історії Триссура пов'язаний з династією Чера, що контролювала більшу частину сучасних штатів Керала й Тамілнад. У подальшому регіон увійшов до складу Кочійського царства. У XIV—XV століттях Триссур перебував під контролем заморінів Кожикоде.
У XVI столітті Триссур перейшов під контроль португальців. На початку XVII століття, через послаблення Португальської імперії, місто перейшло під владу данців. За допомогою останніх царська родина Кочі відвоювала Триссур 1710 року.
Значення Триссура зросло після сходження на престол Кочійської держави Шактана Тампурана. Він переніс столицю царства з Маттанчері до Триссура й обмежив владу касти намбудірі, яка контролювала більшу частину храмів округу Триссур. Магараджа вирубав ліс навколо храму Вадаккумнатан та заснував фестиваль Триссур Пурам. Шактан Тампуран перетворив Триссур на важливий фінансовий і торговий центр Південної Індії, запросивши родини сирійських християн і брахманів із сусідніх областей Індії.
Упродовж 1750—1760 років Гайдар Алі, султан Майсуру, завоював Триссур і зробив його залежним володінням. 1786 року його син, Тіпу Султан, повторно напав на місто, зруйнувавши церкви християн насрані й індуїстські храми. Він намагався навернути місцевих християн та індуїстів в іслам. Через його вторгнення було підірвано економіку міста. За підсумками Шрірангапаттанамської війни Тіпу Султан відступив від міста. У той же час Рама Варма X, спадкоємець Шактана Тампурана уклав угоду з Британською Ост-Індійською компанією, відповідно до якої Кочійське царство стало залежним володінням англійців.
1947 року, коли Індія здобула незалежність від Британії, Триссур входив до складу Кочійського царства. 1 липня 1949 року було утворено округ Триссур з адміністративним центром у Триссурі.

## Географія
Триссур розташований у центральній частині індійського штату Керала за 75 км на північний схід від міста Кочі, за 133 км на південний захід від Коїмбатура та за 144 км на південний схід від Кожикоде. Від моря місто відокремлюють водно-болотні угіддя Триссур Коул, що виконують функцію природного дренажу, захищаючи місто від повеней, від яких потерпають інші міста штату Керала. Ставки, ріки й канали також захищають місто від повеней у сезон мусонів та оберігають ґрунтові води від засолення. Місто розташовано у широкій частині Палаккадських рівнин. Геологічну основу міста складають архейські гнейси та кристалічні сланці. Триссур розташований біля центру Індійської тектонічної плити, тому значно менше зазнає сейсмічної активності.

### Клімат
Відповідно до кліматичної класифікації Кеппена клімат міста є тропічним мусонним. Оскільки місто розташовано на південному заході прибережної частини штату Керала Тіссур має незначні коливання температури повітря як упродовж доби, так і впродовж року. Літо триває з березня до травня, від червня до вересня триває мусонний сезон. Жовтень і листопад утворюють постмусонний сезон. Зима, що триває від грудня до лютого, є трохи прохолоднішою та вітряною, у порівнянні з іншими сезонами.
Під час мусонного сезону у місті відзначаються сильні зливи. Середня річна норма опадів становить 3000 см. Мусони зазвичай приходять з південного заходу в останній тиждень травня. Після липня інтенсивність опадів зростає. В середньому у місті — 124 дощових дні на рік.
| Клімат Триссура               | Клімат Триссура | Клімат Триссура | Клімат Триссура | Клімат Триссура | Клімат Триссура | Клімат Триссура | Клімат Триссура | Клімат Триссура | Клімат Триссура | Клімат Триссура | Клімат Триссура | Клімат Триссура | Клімат Триссура |
| Показник                      | Січ.            | Лют.            | Бер.            | Квіт.           | Трав.           | Черв.           | Лип.            | Серп.           | Вер.            | Жовт.           | Лист.           | Груд.           | Рік             |
| Середній максимум, °C         | 32              | 32              | 32              | 33              | 32              | 30              | 29              | 30              | 30              | 30              | 31              | 32              | 31,1            |
| Середній мінімум, °C          | 23              | 24              | 25              | 26              | 26              | 24              | 24              | 24              | 24              | 24              | 24              | 23              | 24,3            |
| Норма опадів, мм              | 32              | 26              | 39              | 147             | 391             | 576             | 391             | 367             | 417             | 467             | 223             | 47              | 3123            |
| ----------------------------- | --------------- | --------------- | --------------- | --------------- | --------------- | --------------- | --------------- | --------------- | --------------- | --------------- | --------------- | --------------- | --------------- |
| Джерело: World Weather Online |                 |                 |                 |                 |                 |                 |                 |                 |                 |                 |                 |                 |                 |

## Демографія
Динаміка чисельності населення міста за роками:
| 1941  | 1951  | 1961  | 1971  | 1981  | 1991  | 2001   | 2011   |
| ----- | ----- | ----- | ----- | ----- | ----- | ------ | ------ |
| 57500 | 69500 | 73000 | 76200 | 77900 | 74600 | 317526 | 325474 |

Відповідно до даних перепису 2011 року чисельність населення Триссура становила 325 474 осіб. Чоловіки складали 48,6 % населення, жінки — 51,4 %. Середній розмір родини — 4,27 осіб. У нетрях проживають 0,30 % населення міста. Рівень писемності — 95,5 %.

## Галерея

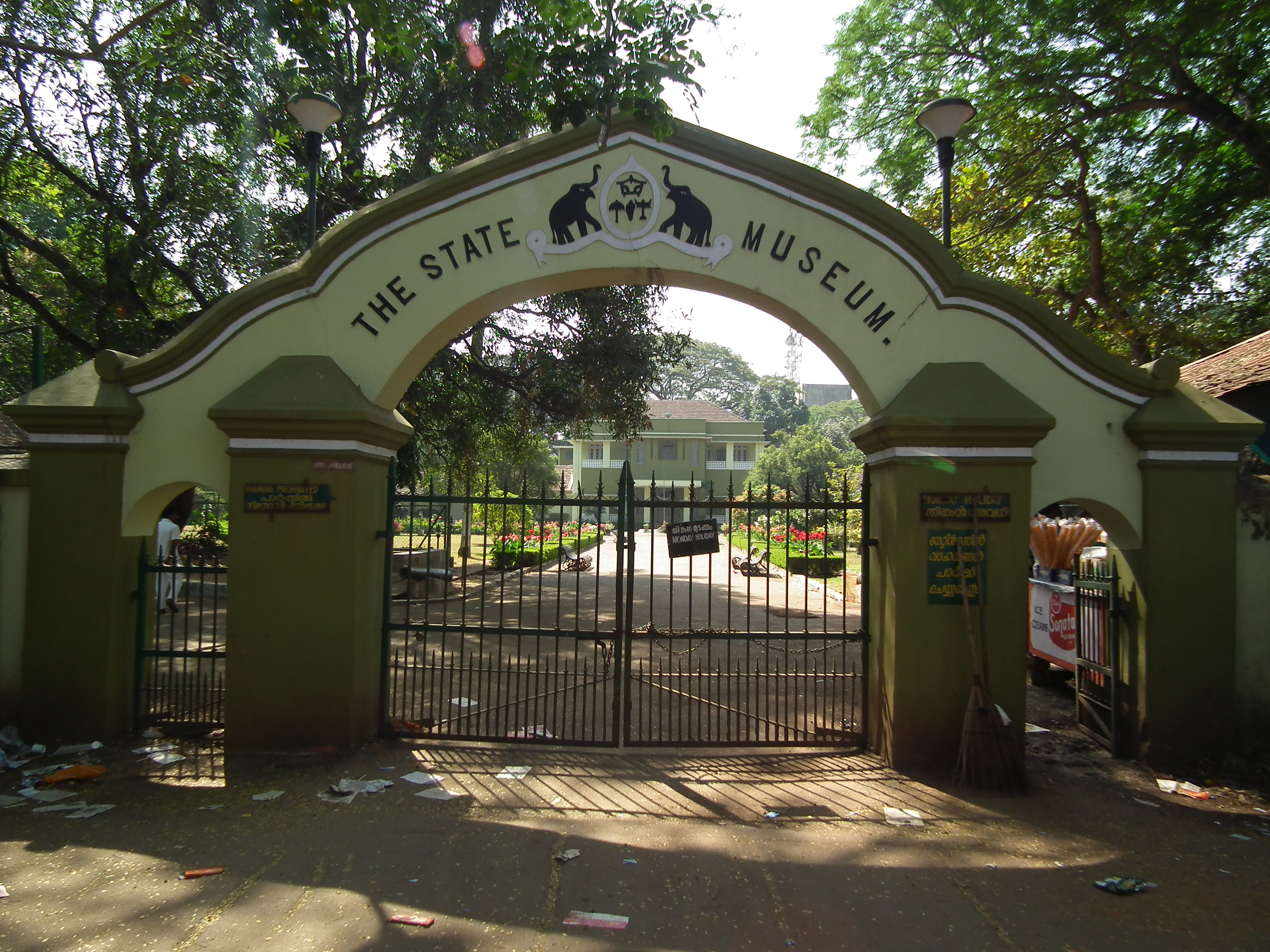
Вхід до зоопарку
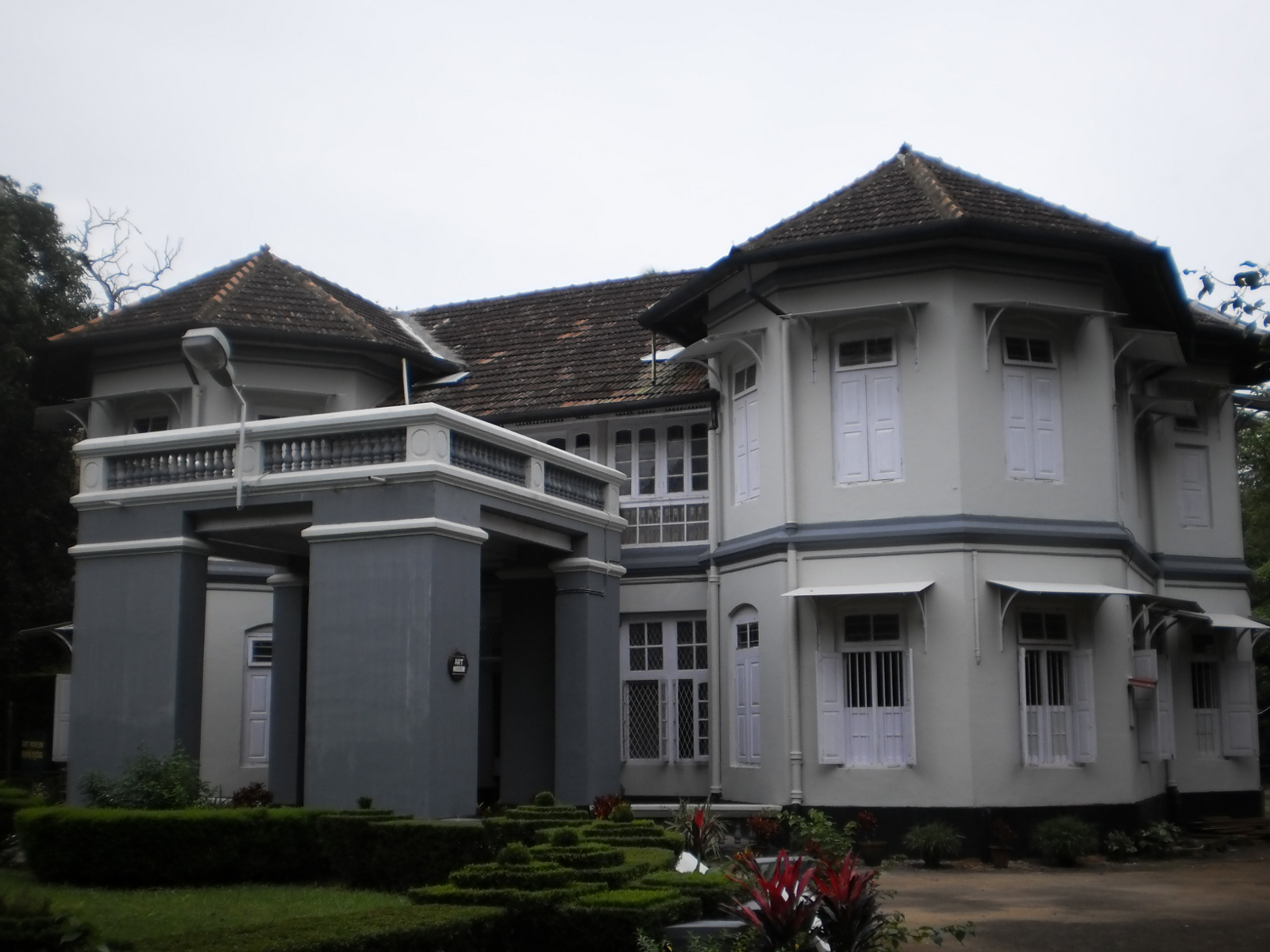
Археологічний музей
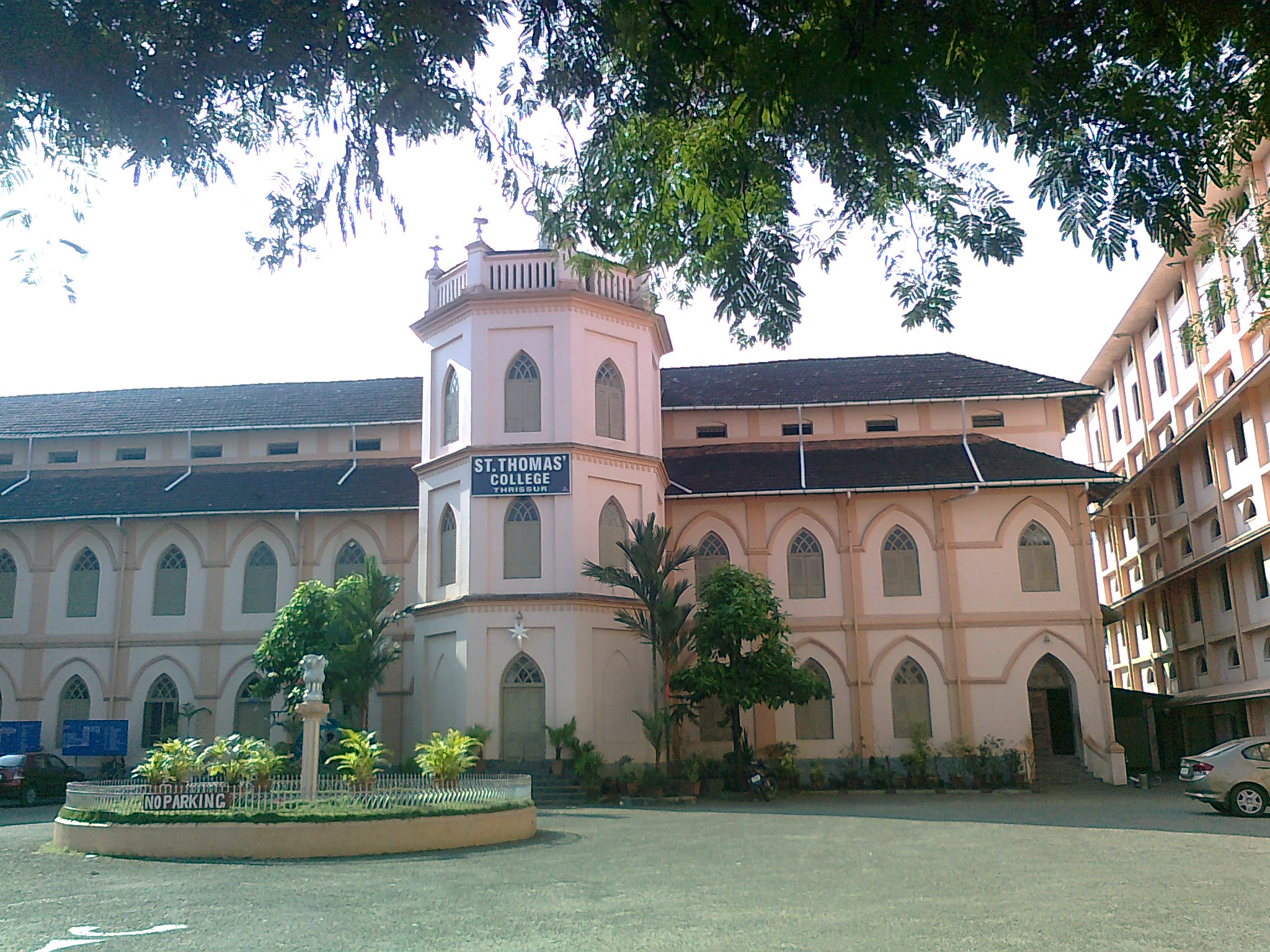
St. Thomas College
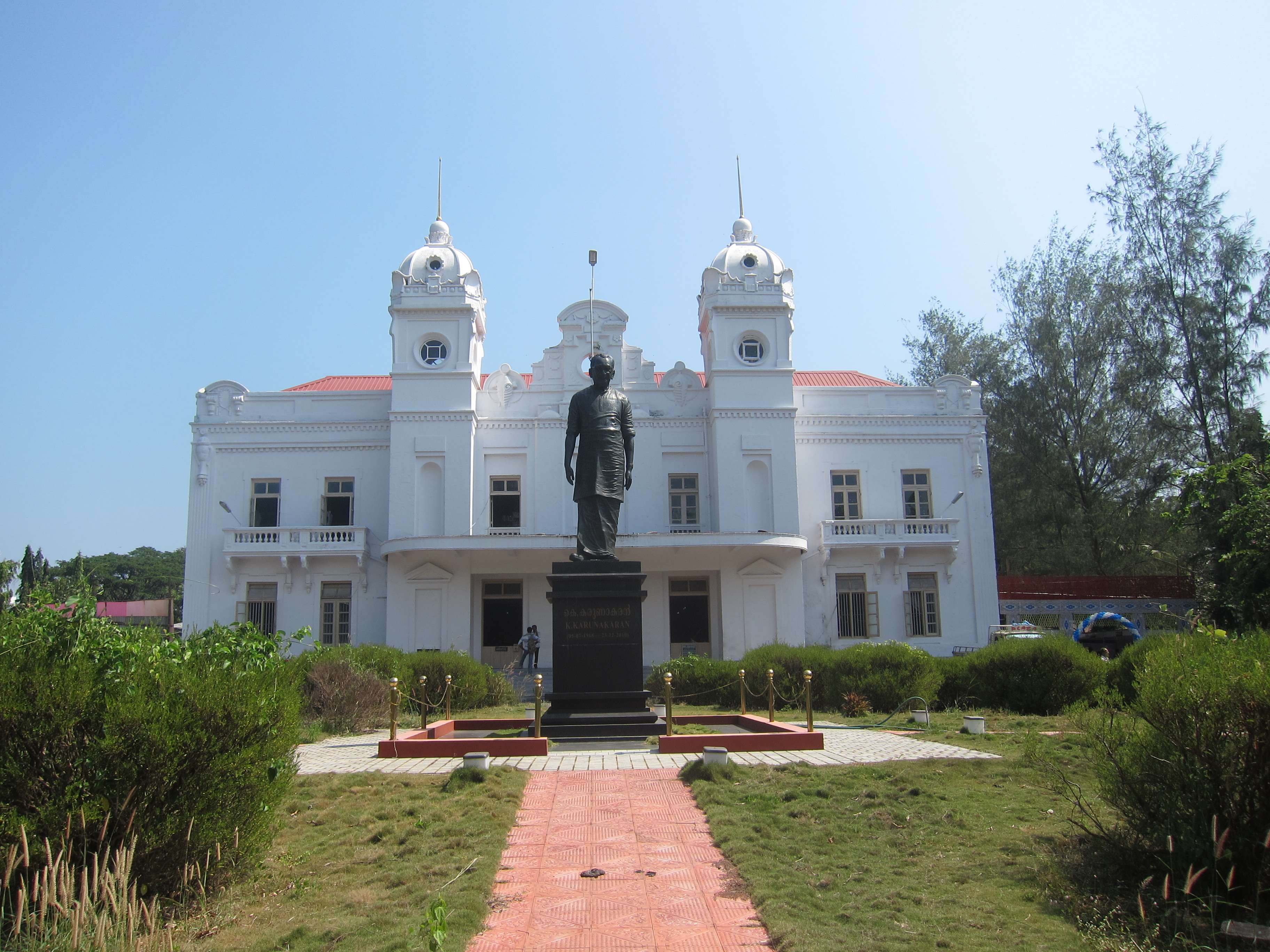
Міськрада
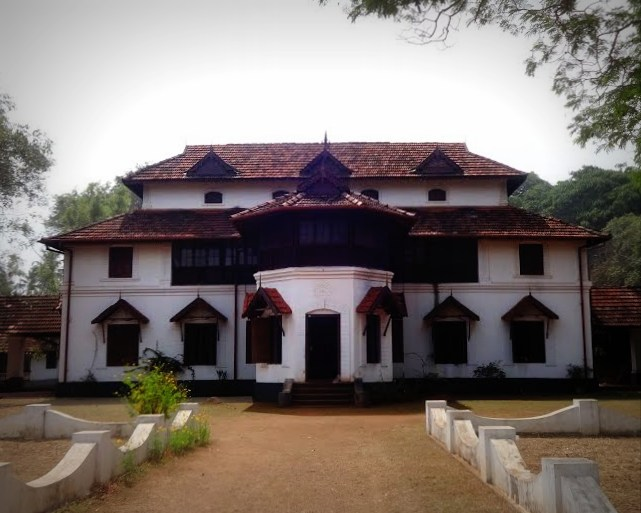
Mural Art Museum
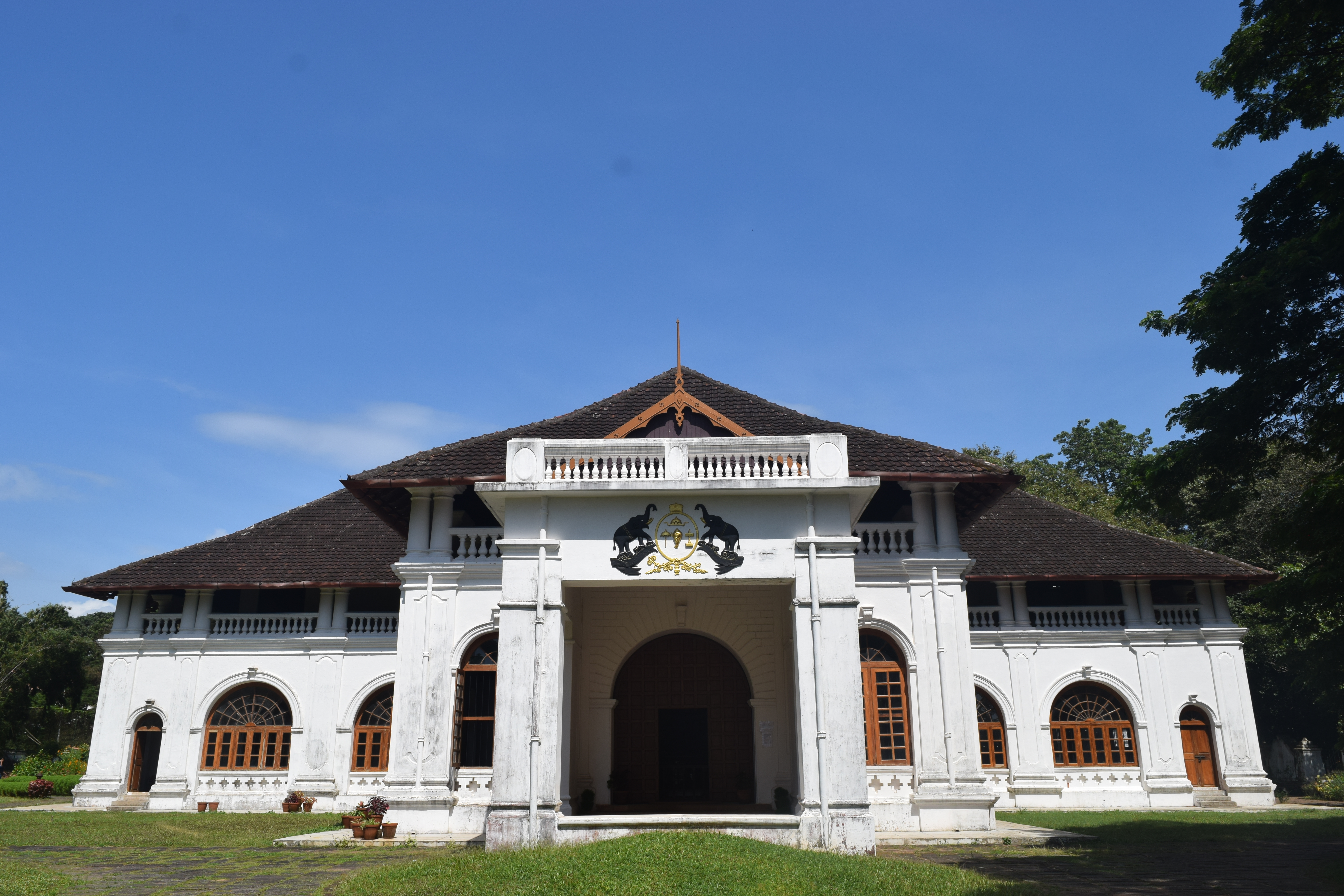
Shakthan Thampuran Palace